# Jeune Vierge autosodomisée par les cornes de sa propre chasteté
Jeune Vierge autosodomisée par les cornes de sa propre chasteté est une huile sur toile de l'artiste surréaliste espagnol Salvador Dalí réalisée en 1954.
Dans les années 1950, Dalí peignit nombre de ses sujets composés de cornes de rhinocéros. Sur cette toile, les fesses de la jeune vierge se composent de quatre cornes convergentes ; « comme les cornes composent la figure callipyge et menacent en même temps de la sodomiser, elle est effectivement (auto)sodomisée par sa propre constitution. »   
Sur cette toile, Dalí semble s'être inspiré de Vermeer, l'un des rares artistes qu'il considérait comme des maîtres. En particulier, La Dentellière de Vermeer semble l'avoir galvanisé par ses courbes convergeant vers les doigts du modèle et donc vers le point de pénétration de l'aiguille, qui, souligna Dali, est simplement suggéré et non réellement peint[source secondaire souhaitée]. Dans un coup de publicité, Dalí monta son chevalet devant l'original de Vermeer dans l'intention exprimée d'en faire une copie.[réf. nécessaire] Le résultat fut toutefois la toile ici décrite, où Dali utilise consciemment la technique du point focal de Vermeer, mais pour obtenir un effet tout à fait différent.
La peinture, qui faisait partie de la collection du manoir Playboy, à Los Angeles, rappelle la représentation que Dali fit de sa sœur Ana María dans Jeune fille debout à la fenêtre en 1925 : quelques critiques y ont donc vu un sale coup porté à sa sœur pour la punir d'avoir publié une biographie assez défavorable sur lui ; on[Qui ?] y a aussi vu une représentation de Gala, même si le personnage repose en fait sur une photographie d'un magazine sexuel des années 1930.
En 1958, Dalí écrivit : « Paradoxalement, cette peinture, qui a un aspect érotique, est la plus chaste de toutes. »
En février 2003, la société Sotheby's obtint 1,35 million de livres (plus de 2 millions de dollars américains) pour cette toile mise en vente par la société Playboy Enterprises.